# Raiders of the Lost Ark
Raiders of the Lost Ark (no Brasil, Indiana Jones e Os Caçadores da Arca Perdida; em Portugal, nos PALOP e em Macau, Os Salteadores da Arca Perdida) é um filme de aventura americano, dirigido por Steven Spielberg, que estreou em 1981. Foi produzido por Frank Marshall e Howard Kazanjian, com produção executiva de George Lucas, roteiro de Lawrence Kasdan, baseado em um tratamento de George Lucas e Philip Kaufman. É o primeiro filme da saga Indiana Jones e o segundo da cronologia da série. Ele coloca Indiana Jones contra um grupo de nazistas que estão procurando a Arca da Aliança, que Adolf Hitler acredita que possa tornar o seu exército invencível. O filme é estrelado por Harrison Ford, Karen Allen, Paul Freeman, John Rhys-Davies, Ronald Lacey e Denholm Elliott.
O roteiro foi escrito por Lawrence Kasdan, depois de uma discussão de quatro dias, na qual Spielberg, Lucas e ele definiram os principais elementos narrativos da trama. A concepção do filme se originou quando Lucas decidiu criar uma versão moderna dos seriados dos anos 1930 e 1940. A produção  aconteceu em Elstree Studios, na Inglaterra; mas as filmagens também aconteceram em La Rochelle, Tunísia, Havaí e Califórnia de junho a setembro de 1980.
Raiders of the Lost Ark estreou em 12 de junho de 1981 e se firmou como o filme de maior bilheteria do ano, arrecadando 389 925 971 dólares; é considerado um dos maiores filmes da história. Foi nomeado para nove prêmios do Oscar em 1982, incluindo Melhor Filme. Ganhou quatro (Melhor Direção de Arte, Melhor Edição, Melhor Som, Melhores Efeitos Visuais) e um quinto Prêmio Especial por sua Montagem de Efeitos Sonoros. O êxito conseguido por Raiders of the Lost Ark, tanto a nível crítico como popular, derivou na produção e lançamento de mais quatro filmes do arqueólogo: Indiana Jones and the Temple of Doom, Indiana Jones and the Last Crusade, Indiana Jones and the Kingdom of the Crystal Skull e Indiana Jones and the Dial of Destiny que constituem uma das séries de aventura mais reconhecidas na história do cinema. Foi também produzida a série de televisão The Young Indiana Jones Chronicles (1992–1996) .
Em 1999, o filme foi selecionado para preservação pelo National Film Registry da Biblioteca do Congresso dos Estados Unidos, sendo considerado "culturalmente, historicamente ou esteticamente significante".
O filme foi classificado como um dos maiores filmes de ação e aventura de todos os tempos pelo The Telegraph.

## Enredo
Em 1936, o arqueólogo Indiana Jones desbrava um antigo templo cheio de armadilhas no Peru e recupera um ídolo de ouro. Ele é confrontado pelo arqueólogo rival, René Belloq, e Hovito, povos indígenas. Cercado e em menor número, Indy entrega o ídolo para Belloq e escapa a bordo de um hidroavião.
Jones volta a lecionar na Marshall College, onde é entrevistado por dois agentes da inteligência do exército. Eles o informam que os nazistas estão à procura de seu antigo mentor, Abner Ravenwood, sob o qual Jones estudou na Universidade de Chicago. Os nazistas sabem que Ravenwood é o principal especialista na antiga cidade de Tanis no Egito, e que ele possui o bastão de Rá. Jones deduz que os nazistas estão procurando a Arca da Aliança; os nazistas acreditam que, se eles adquirirem a Arca seus exércitos serão invencíveis. O bastão de Rá é a chave para encontrar o Poço das Almas, uma câmara secreta onde a Arca está enterrada.
Os agentes autorizam Jones recuperar a Arca para impedir os nazistas de a obter. Ele viaja para o Nepal e descobre que Abner morreu, e o bastão está na posse de sua filha, Marion Ravenwood. Jones visita Marion em sua taberna, onde ela revela seus sentimentos amargos em direção a ele após um caso romântico anterior. Ela rejeita fisicamente a sua oferta para comprar o bastão e deixa Jones. Pouco depois, um grupo de bandidos chega ao local com seu comandante nazista, Arnold Toht. Toht ameaça Marion para obter o bastão, Jones retorna ao bar e luta contra os nazistas salvando Marion, mas seu bar é acidentalmente incendiado; durante a luta, o bastão acaba no fogo e Toht queima a mão severamente tentando tira-lo da brasa e sai da taverna gritando. Indy e Marion escapam com o bastão, e Marion decide acompanhar Indy em sua busca pela Arca para que ele possa pagar sua dívida com ela.O par viaja para o Cairo, onde eles se encontram com o amigo de Indy, Sallah, um escavador qualificado. Sallah informa-lhes que Belloq e os nazistas estão cavando o Poço das Almas com uma réplica do bastão (criada a partir da cicatriz na mão de Toht). Eles rapidamente percebem que o bastão está incompleto e que os nazistas estão escavando no lugar errado. Os nazistas sequestram Marion e Jones pensa que ela morre na explosão de um caminhão. Após um confronto com Belloq em um bar local, Indy e Sallah se infiltram no local de escavação nazista e usam seus funcionários para localizar corretamente a Arca. Indy descobre que Marion está viva, amarrada e amordaçada em uma tenda, mas não a liberta por medo estragar seu disfarce. Indy, Sallah, e um pequeno grupo de escavadores desenterram o Poço das Almas e adquirem a Arca. Belloq e Colonel Dietrich, oficial nazista, chegam e pegam a Arca de Jones, jogando Marion e ele no Poço das Almas e os trancam por fora. Jones e Marion fogem para uma pista de pouso local, onde Jones tem uma briga com um mecânico nazista e destrói a asa voadora que seria usada para transportar a Arca até Berlim. Os nazistas em pânico, colocam a Arca em um caminhão e partem para o Cairo, mas Jones os pega e retoma a Arca. Ele faz planos para levar a Arca para Londres a bordo de um navio.
No dia seguinte, um bote nazista aparece e intercepta o navio. Belloq e Dietrich pegam a Arca e Marion não consegue mais localizar Jones, que esteve afastado a bordo do barco e viaja com eles para uma ilha no Mar Egeu. Uma vez lá, Belloq planeja testar o poder da Arca antes de apresentá-la a Hitler. Jones chega e ameaça destruir a arca com um panzerfaust, mas Belloq diz que é um blefe e Jones se rende ao invés de destruir um importante artefato histórico. Os nazistas prendem Indy e Marion para uma área onde a Arca será aberta e os amarra em um poste para observarem. Belloq realiza uma abertura cerimonial da Arca, que parece conter nada além de areia, tudo o que resta dos Dez Mandamentos. De repente, seres fantasmagóricos emergem da Arca. Indy adverte Marion para manter os olhos fechados e não observar o que acontece em seguida. Belloq e os outros olham com espanto para as aparições que são os anjos da morte. Uma vórtice de chamas surge acima da Arca e dispara raios de energia de fogo para os soldados nazistas, matando todos eles. Belloq, Toht e Dietrich todos gritam de terror, e a Arca volta sua fúria sobre eles: a cabeça de Dietrich encolhe, o rosto de Toht é derretido fora de seu crânio e a cabeça de Belloq explode. Chamas, em seguida, engole os restos dos condenados, para salvar Indy e Marion, e a coluna de fogo sobe para o céu. A tampa da Arca é soprada para o alto e depois cai de volta para para a Arca selando-a. Jones e Marion encontram suas cordas queimadas e se abraçam.
Em Washington, D.C, os agentes de inteligência informam a Jones e Marcus Brody que a Arca está em um local seguro e será estudado por "homens". A Arca é mostrada sendo armazenados em um armazém gigante do governo entre inúmeras caixas semelhantes.

## Elenco

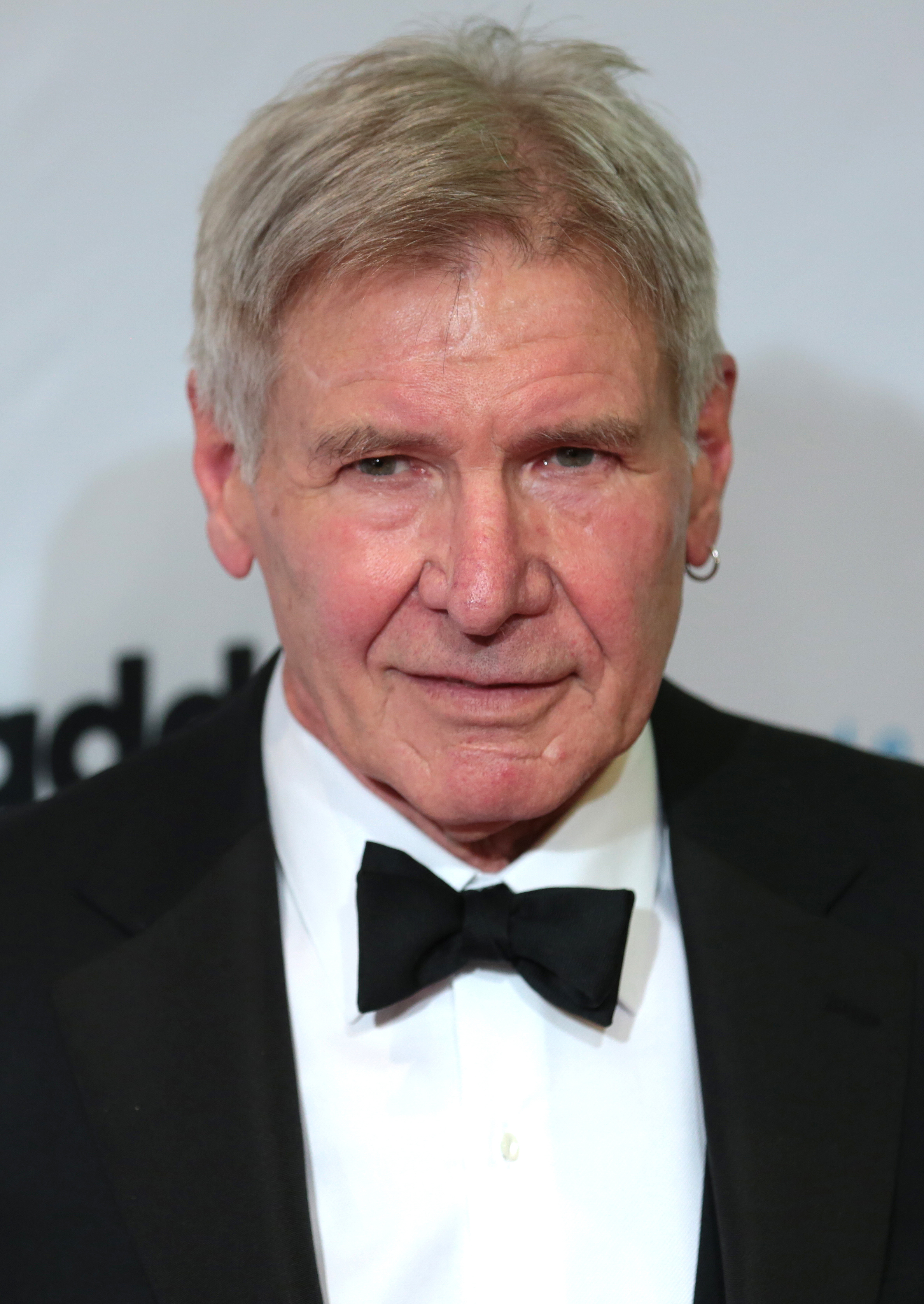
Harrison Ford (Indiana Jones, no filme).

- Harrison Ford como Indiana Jones:
Professor de arqueologia que frequentemente tem aventuras nas quais deve encontrar estranhas antiguidades. No início da trama, expressa seu ceticismo ao sobrenatural, mas depois de encontrar a Arca da Aliança muda de ideia. Spielberg foi quem sugeriu Harrison, no entanto, Lucas se recusou pois não queria que ele se tornasse seu "Bobby De Niro", quer dizer "o ator que trabalha em todos os meus filmes" (em referência ao diretor Martin Scorsese, que trabalhava regularmente com Robert De Niro).[16] Com o fim de eleger o ator mais apropriado, que de acordo Lucas "deveria ser alguém pouco conhecido ainda", foram feitas audições com Tim Matheson, Peter Coyote, John Shea e Tom Selleck. Como resultado do processo, Selleck foi quem obteve a consideração para interpretar Indiana Jones, entretanto ele não se encontrava disponível devido ao contrato que tinha na série de televisão Magnum, P.I.[16] Em junho de 1980, três semanas antes de começar as filmagens,[17] Spielberg tentou novamente convencer Lucas para que escolhesse Ford, só depois de que os produtores Frank Marshall e Kathleen Kennedy observaram sua atuação como Han Solo no O Império Contra-Ataca.[18]

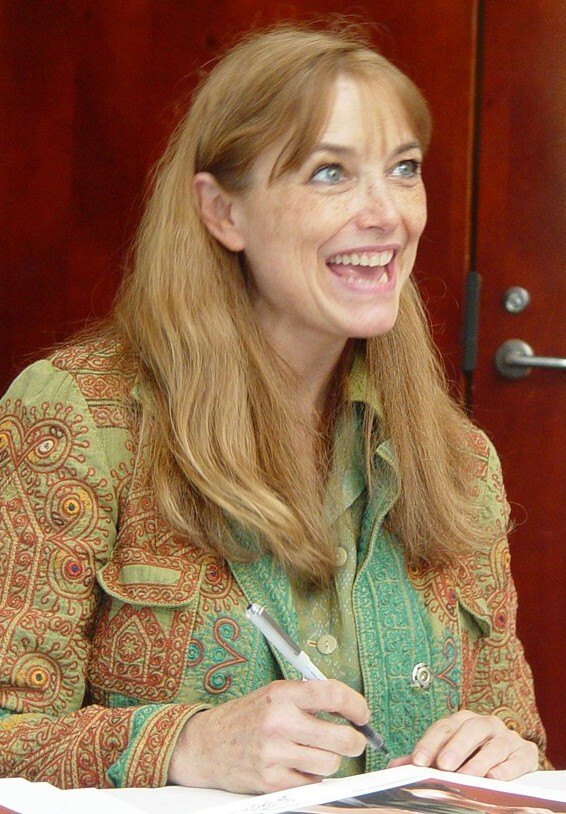
Karen Allen (Marion Ravenwood, no filme).

- Karen Allen como Marion Ravenwood:
Interesse romântico de Indiana e filha de Abner Ravenwood (mentor de Indy), que possuí uma taberna no Nepal, chamada "Raven". Allen foi escolhida após a audição com Tim Matheson e John Shea —Spielberg a havia considerada desde sua interpretação em National Lampoon's Animal House. Antes de sua escolha, Sean Young também fez a audição,[16] e Debra Winger rejeitou o papel.[19]
- Paul Freeman como René Belloq:
Arqueólogo inimigo de Indiana que é contratado pelos nazistas para encontrar a Arca da Aliança, com a qual buscam fazê-los "invencíveis". Na realidade, Belloq deseja aproveitar a oportunidade de obterem os poderes lendários do objeto, mas que ajudaria Hitler e suas tropas.[20]
- Ronald Lacey como o Mayor Toht: Membro da polícia secreta Nazista que tem como missão sequestrar Marion para roubar dela um amuleto, que tem a capacidade de decifrar a localização exata da Arca. O diretor escolheu Lacey devido a este o lembrar Peter Lorre.[16] Antes de sua escolha, Klaus Kinski foi considerado, mas este rejeitou-o ao determinar que "o roteiro era tedioso".[21]
- John Rhys-Davies como Sallah:
Considerado como "o melhor especialista em escavações do Cairo", foi contratado pelos nazistas para ajudá-los a escavar em Tânis. Vindo a omitir seu acordo com as tropas inimigas, Sallah é amigo de Indiana Jones e decide ajudá-lo a infiltrar-se nas escavações. Originalmente, Spielberg queria Danny DeVito para interpretar o personagem mas este não poderia por conflitos de agenda, assim Spielberg escolheu Rhys-Davies depois de observá-lo na minissérie Shōgun.[16]
- Denholm Elliott como Dr. Marcus Brody: Proprietário de um museu que compra cada uma das antiguidades que encontra Indy em suas aventuras para colocar em seu edifício. Quando o governo dos Estados Unidos o contacta para recuperar a Arca, Brody os dirige para Indiana Jones. Spielberg escolheu Elliott, pois se considerava um grande fã dele.[16]
- Wolf Kahler como Coronel Dietrich: É um impiedoso oficial nazista que encabeça a missão do Arca da Aliança. Os poderes da arca o matam.[22]
- Alfred Molina como Satipo. Um dos guias de Indiana Jones nas selvas da América do Sul, no início de Raiders. Por sua ambição e traição, morre em uma das armadilhas do templo, depois de tentar roubar de Indy o ídolo dourado que buscava.[22] Este foi o primeiro papel de Molina na sua extensa e renomada carreira no cinema.
- George Harris como Simon Katanga: Capitão de Bantu Wind.[23]
- Anthony Higgins como Major Gobler: Braço direito de Dietrich.[23]
- Vic Tablian como Barranca e o Homem Macaco[23]
- Don Fellows como Colonel Musgrove[23]
- William Hootkins as Major Eaton[23]

O produtor Frank Marshall fez uma ponta como Jock, o piloto na sequência da fuga no hidroavião. A equipe de dublês estava doente, então ele pegou o papel em seu lugar. O resultado foi três dias em uma cabine quente, que ele brincou que estava em "140 graus". Pat Roach joga o mecânico Nazi com quem Jones briga nesta sequência, bem como um sherpa que luta contra Jones no bar da Marion. Ele tinha a rara oportunidade de ser morto duas vezes em um filme. O supervisor de efeitos especiais, Dennis Muren, fez uma participação especial como um espião nazista no hidroavião que Jones leva de San Francisco para Manila.

## Produção

### Criação do personagem
Em 1973 George Lucas escreveu As Aventuras de Indiana Smith, o conceito inicial de uma série de filmes que estaria inspirada nos seriados dos anos 1930 e 1940. Pouco depois de ter criado o esboço, se reuniu com o roteirista e diretor Philip Kaufman, que, depois de várias semanas de discussão introduziu a Arca da Aliança como principal elemento narrativo da primeira aventura. Curiosamente, Kaufman pensou nesse objeto depois de recordar uma conversa que teve com um dentista durante sua infância. Contudo, o projeto decaiu no instante em que o diretor Clint Eastwood contratou Kaufman para dirigir The Outlaw Josey Wales, fazendo com que Lucas optasse por abandonar a ideia de Indiana Smith e a Arca da Aliança. Em seu lugar, um segundo conceito, Star Wars, começaria a ser amplamente desenvolvimento para convertendo-se em Star Wars.
Em maio de 1977, Lucas viajou a Maui para "escapar" do amplo êxito comercial que teve Star Wars: Uma Nova Esperança. Seu amigo Steven Spielberg também se encontrava ali, passando as férias depois do lançamento de seu filme Close Encounters of the Third Kind. Enquanto construía um castelo de areia em Mauna Kea, Spielberg lhe expressou seu interesse em dirigir um filme de James Bond. Ao escutá-lo, Lucas comentou com ele que havia concebido um personagem "ainda melhor que James Bond", assim que decidiu compartilhar com ele sua ideia sobre a primeira aventura de Indiana Smith. Spielberg ficou fascinado com o conceito, a qual catalogou "como um filme de Bond sem alguns aparelhos", embora tenha comentado com Lucas que ol apelido "Smith" não era o mais apropriado para o personagem. "OK. E o que pensa de 'Jones'?", ele respondeu imediatamente. Foi assim como o nome do aventureiro mudou definitivamente para Indiana Jones. Em respeito a "Indiana", apelido do personagem, surgiu do nome do Malamute de Alaska de Lucas.

### Roteiro
Em 1978 Lucas começou o desenvolvimento de Raiders of the Lost Ark, título da primeira aventura de Jones, ao mesmo tempo que a seguinte aventura de Star Wars (O Império Contra-Ataca), sendo apoiado pelo roteirista Lawrence Kasdan e o produtor Frank Marshall. Durante uma rotina diária de nove horas —desde 23 a 27 de janeiro desse mesmo ano— Lucas, Kasdan e Spielberg discutiram sobre a trama e as propostas visuais de Raiders. No debate, Spielberg propôs a perseguição de Jones por uma enorme rocha, inspirando-se em uma história em quadrinhos do Tio Patinhas,  The Seven Cities of Cibola, produzida por Carl Barks, enquanto que Lucas sugeriu a introdução de um submarino, um macaco fazendo a saudação nazista e o enfrentamento entre Marion e Indiana no Nepal.
Para escrever o primeiro rascunho, Kasdan usou uma transcrição de cem páginas de suas conversas. O roteiro foi concluído depois de seis meses. Algumas das contribuições mencionadas pelo roteirista foram eliminadas, tais como a perseguição no interior de uma mina, uma fuga em Xangai depois de usar um gongo como escudo, e o salto de um avião por meio de una balsa —embora todas seriam utilizadas para o seguinte filme da série.
Durante o processo de elaboração da escrita, que se estendeu a cinco rascunhos antes do definitivo, existiam desacordos com respeito a personalidade do personagem. Lucas o via como um playboy da política, enquanto que Spielberg e Kasdan se enfocavam na dualidade de professor e aventureiro como elementos que contribuiu complexidade à história. Mas, Spielberg desejava conceder ao personagem alguns detalhes "obscuros", ao descreve-lo inicialmente como um alcoólico -similar ao personagem Fred C. Dobbs em The Treasure of the Sierra Madre. Sua descrição foi descartada em posteriores revisões do escrito de Kasdan. Outra de suas concepções foi a de um braço robótico que teria o antagonista Toht, ponto de vista que Lucas rejeitaria ao percebê-lo como elemento da ficção científica. O quadrinista, Jim Steranko, foi contratado para criar ilustrações durante o processo de pré-produção, as mesmas que inspirariam Spielberg para determinar a roupa e a personalidade de Indiana Jones.

### Filmagens
No princípio, Raiders of the Lost Ark foi rejeitada por diversas distribuidoras, pois seus executivos consideravam que o argumento era demasiado "extravagante" e o filme caro para produzir. Com o tempo, Paramount Pictures decidiria financiar o filme, depois de chegar a um acordo com Lucas para produzir quatro filmes a mais sobre Indiana Jones. Em abril de 1980, o roteiro final de Kasdan foi usado para começar a produção nos estúdios Elstree, da Inglaterra. Lucas se encarregaria de manter baixos os custos requeridos durante o processo. Para alcanço-lo, Spilberg e ele determinaram que Raiders devia seguir o estilo artístico de seriados sabatinos, caracterizados por cenas "rápidas e simples". "Nunca fizemos mais de trinta tomadas durante a filmagem; normalmente eram quatro. Assim que foi um filme silencioso, em que filmamos exatamente o que precisávamos, sem desperdício," comentou a respeito Spielberg. "Se eu tivesse mais tempo e dinheiro, ele teria se tornado um filme pretensioso." Como dado curioso, Lucas se encarrou de dirigir em ocasiões a segunda unidade de produção.
A etapa de filmagem começou em 23 de junho de 1980 em La Rochelle, França. A primeira cene a ser gravada foi a do submarino nazista, que havia sido alugado a produção de Das Boot. Cabe mencionar que o U-Boot alugado havia sido realmente utilizado durante a Segunda Guerra Mundial. As seguintes cenas, relacionadas com o "Poço das Almas" e o bar de Marion Ravenwood, foram filmadas nos estúdios Elstree. Para recriar o "Poço das Almas", a equipe de produção exigiu 10,000 serpentes, das quais só eram venenosas as cobras —durante a gravação, um integrante da equipe foi mordido por uma piton—. O encontro próximo entre Indiana e a cobra foi simulado depois de colocarem uma placa de vidro entre o ator e o reptil. Diferente de seu personagem, Harrison Ford não teme serpentes, portanto Spielberg não teve que se preocupar a respeito. Contudo, depois de olhar todas as que foram colocadas para a cena, muitas delas circulando-o, Ford expressou que "quase o fizeram vomitar". Outra das tomadas que foram gravadas no lugar foi a das tarántulas, no início do filme. O ator Alfred Molina teve que colocar várias sobre seu corpo, mas no início não se moviam. Para incentivá-las, a equipe introduziu um exemplar feminino. Quanto a enorme rocha que persegue Jones no templo, ela foi construída com fibra de vidro e media 4 metros de diâmetro. Spielberg estava tão impressionada com a obra de Reynolds, o desenhista da produção, que pediu para aumentá-lo 15 metros a mais.

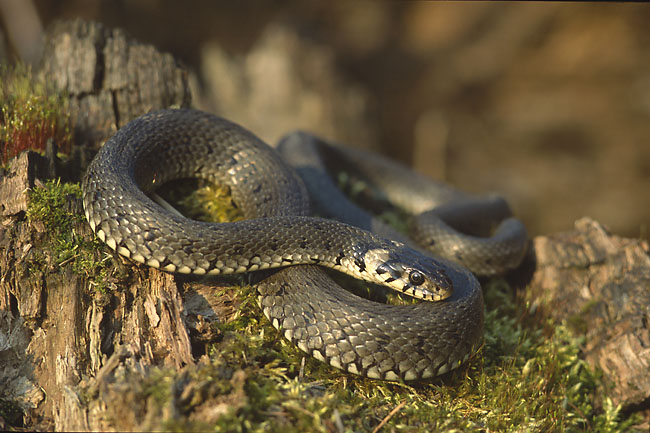
Para recriar o "Poço das Almas", a equipe de produção exigiu 10.000 serpentes. O encontro próximo entre Indiana e uma cobra foi simulado depois de colocarem uma fibra de vidro entre o ator e o reptil.

Todas as cenas no Egito na verdade foram realizadas na Tunísia, uma vez que em nenhum momento se vê qualquer monumento reconhecível e já conhecidos do país, de fato, a maior parte dos sets de gravação haviam sido usados em Star Wars: A New Hope (especificamente, nas cenas de Tatooine). Na realidade, o cânion que aparece no filme é o mesmo em que R2-D2 foi atacado por jawas. Devido as altas temperaturas e ao risco de contrair doenças, a filmagem no lugar resultou numa "experiência severa". Vários atores e pessoal técnico adoeceram, embora Spielberg foi um dos poucos que não ficou, pois consumia comida enlatada todo o tempo. Devido a estas anedotas, Spielberg voltou novamente a programar o plano de filmagem em Tunísia, cuja duração era de um mês e meio, unicamente quatro semanas e meia. A fim de atender a nova atribuição, alguns dos seguintes segmentos foram improvisados —entre eles estão quando Marion coloca um vestido e tenta fugir do acampamento nazista e da luta na base aérea. Em relação a esta última, Ford se rasgou o ligamento cruzado anterior da perna esquerda, depois de ser atropelado pela roda de um avião. Mesmo com o acidente, ele não concordou em ser visto por um médico e decidiu colocar um pouco de gelo sobre o joelho.
As cenas do enfrentamento entre entre Jones e os seguidores de Hitler foram gravadas em Kairouan. Nesses momentos, Ford estava com disenteria, portanto, no segmento em que enfrenta com o chicote um adversário que usava uma espada, decidiu usar un revólver para disparar. Instantes antes, ele disse ao diretor "Por que não simplesmente atiro nele?", o que Spielberg aceitou. A segunda unidade de direção se encarregou de realizar todas as tomas baseadas nos storyboards, enquanto que Spielberg se encaregarria de filmar aquelas nas que se necessitaram abordagens de rosto de Ford. As tomadas do voo de Indy em um avião Douglas DC-3 foram tomadas do filme Lost Horizon, como uma cena em uma rua que tinha sido inicialmente considerada para The Hindenburg.
As escadas de Washington, D.C. foram filmadas no ayuntamiento de São Francisco, Califórnia. A Universidade do Pacífico, na Califórnia, foi utilizada para os exteriores da universidade em que Jones trabalha. Sua sala de aula e o quarto onde conversa com os representantes do governo dos Estados Unidos foram tomadas de uma escola para mulheres na Inglaterra, enquanto que os exteriores de sua casa foram gravadas em São Rafael, Califórnia. Algumas outras das sequências iniciais foram tomadas em Kauai, Havaí, onde Spielberg finalizou as filmagens, que duraram um total de 73 dias.

### Cenas eliminadas
Ao finalizar o processo de filmagem, Michael Kahn foi encarregado de editar o material gravado por Spielberg, cujo conteúdo durava quase 180 minutos, com a promessa de reduzi-lo a menos de duas horas (120 minutos). Acompanhado de Lucas, uma das primeiras ações que Kahn fez foi eliminar sete minutos da primeira metade de Raiders (em sua versão original) contanto que ela fosse mais "sólida e divertida". Ao finalizar o processo de edição o diretor enviou a Lucas a montagem final para sua revisão. Um dia depois, este chamou Spielberg e lhe disse, "Já havia te dito dito antes, realmente você é um bom diretor".
No bar Raven, Marion Ravenwood conta a Indy sobre as causas da morte de seu pai concluindo que nos últimos dois anos tenham sido realmente difíceis para ela. No dia seguinte, justo antes de lhe entregar o medalhão, Marion leva sua jaqueta a Indy para beija-lo. Os segmentos foram recortados para evitar que a cena fosse demasiado extensa. No princípio, o enfrentamento entre o espadachim do Cairo e Indy devia ser mais longo porque envolvia o protagonista usando seu chicote para defesa própria. Contudo, Ford decidiu simplesmente disparar, pois estava sofrendo de problemas intestinais e fadiga, e, além disso, a cena não tinha sido concluída durante a sessão de storyboard. Os riscos fatais de tocar a Arca ou ver diretamente seu interior ao abri-la eram dois aspectos que Indy conhecia muito bem pois no Cairo tinha sido informado em uma cena. Quando estão no "Poço das Almas", Sallah evita toca-la pois sabe que poderia morrer se o fizesse. Contudo, isto não é revelado em todo o filme até as cenas finais nas que as tropas abrem a Arca e morrem trágicamente; Indy recorda que não deve olhar o conteúdo sobrenatural da Arca e opta por fechar os olhos.  Ao escaparem do "Poço", Indy e Marion se encontram com um guarda árabe na saída. Durante um par de segundos, o guarda e o aventureiro confrontam olhares e logo Indy simplesmente o nocauteia para deixa-lo inconsciente. Ao contrário de outras cenas cortadas, esta só foi editada (em um dos ângulos do filme se pode observar o guarda desmaiado na saída do "Poço", sem explicação aparente). Na cena que Sallah é capturado pelas tropas nazistas e abandona Indiana no "Poço", os nazistas o levam a seu acampamento e lhe ordenam que lhes sirva água de um poço. O segmento foi eliminado devido a muita fumaça na cena que obscureceu os atores. Os nazistas decidem executar Sallah e lhe encomendam a tarefa a um jovem soldado de suas tropas. Emocionalmente requeria que o soldado se decidisse entre matar Sallah ou não fazê-lo, criando um momento intenso na consciência do espectador. Foi eliminada por ser demasiado extenso. Para capturar o submarino nazista durante sua imersão, Indiana usa seu chicote para anexar o periscópio do mesmo e assim consegue viajar nas profundidades. Devido a problemas de logística (como prendeu a respiração o tempo todo), a cena foi eliminada.

### Efeitos especiais e som
Os efeitos especiais do filme foram criados pela Industrial Light & Magic. A sequência com o maior número de efeitos é a que a Arca da Aliança é aberta pelos nazistas, o que levou a liberação da força sobrenatural que residia em seu interior. De maneira subseqüente, a trama requiriu várias simulações relacionadas com os efeitos que teve a revelação do conteúdo mencionado. Para o derretimento da cabeça de Toth, a equipe recorreu a exposição de gelatina e um modelo de gesso, com a forma da cabeça do ator Ronald Lacey, a uma lâmpada de calor. 

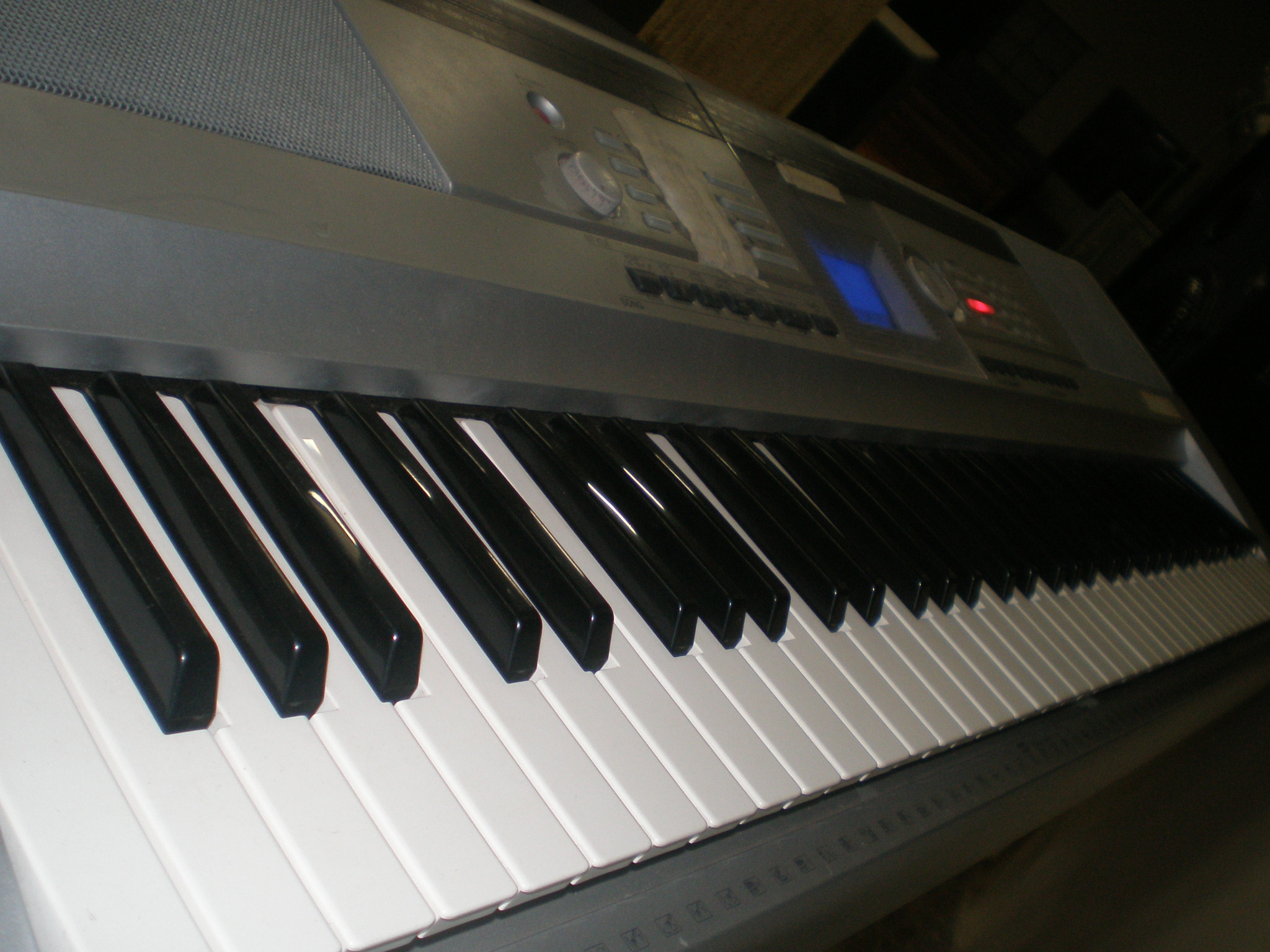
O supervisor dos efeitos de som preferiu trabalhar em um foley-studio, ao considerar "a importância que significava filmar um filme baseado em seriados da Republic Pictures". Ao final, empregou um sintetizador para manipular as diferentes gravações que obteve.

O segmento foi gravado, por sua vez, com uma câmera à prova d'água. Da mesma maneira, a eclosão da cabeça de Dietrich foi criado com um modelo oco a qual se expulsou o ar do interior. Para a tomada dos espíritos, estes foram gravados sob a água com o fim de dar um efeito fantasmagórico a cena.
O supervisor dos efeitos de som, Ben Burtt, preferiu trabalhar a maior parte do tempo em um estúdio especializado (foley-studio) ao considerar "a importância que significava filmar um filme baseado nos seriados da Republic Pictures". Em primeira instância, escolheu um rifle para reproduzir o som do revólver de Indiana Jones. Para simular diferentes golpes, sua equipe utilizou jaquetas de couro, luvas e um bastão de beisebol; os ruídos do deslizamento das serpentes, na cena do "Poço das Almas", foram gravados enquanto os dedos de algumas pessoas se moviam dentro de uma panela coberta com queijo, assim como o contato de esponjas e cimento. O som que se escuta quando a Arca é aberta foi realmente o deslizamento da parte superior do tanque de um sanitário.
Finalmente, Burtt empregou um sintetizador para manipular as diferentes gravações que obteve; no processo, se encarregaria também de mesclar o biosonar de alguns golfinhos e os gritos de leões marinhos para produzir as vozes dos espíritos.

### Música

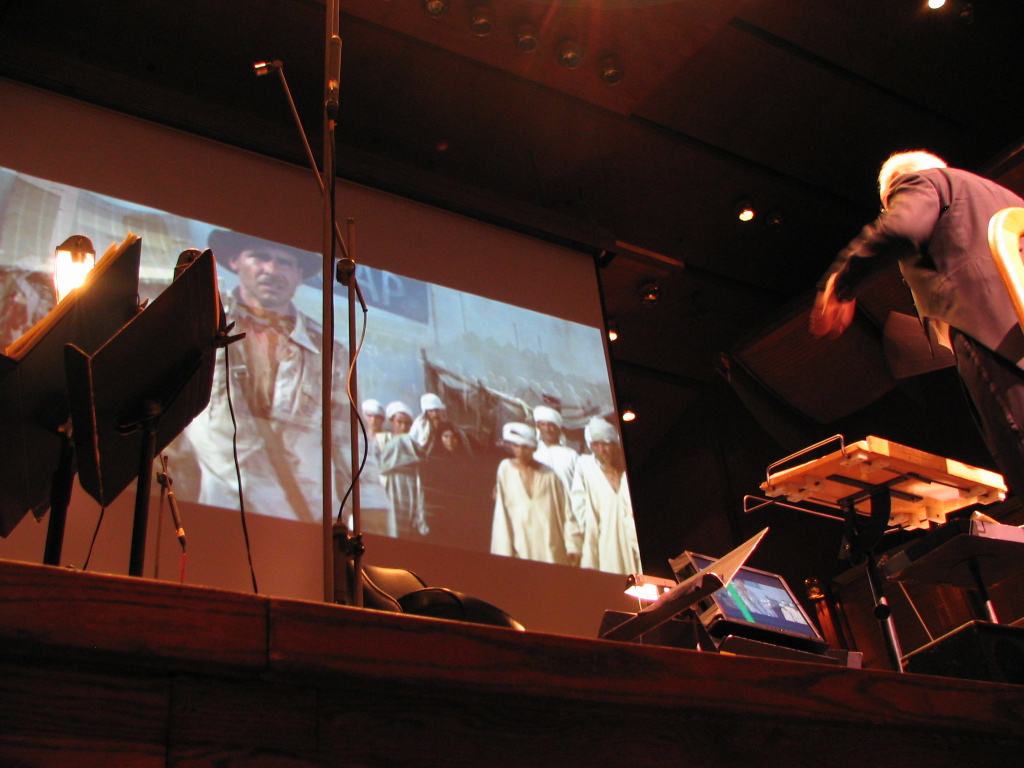
Por sua composição da trilha sonora do filme, que incluiu pela primeira vez a popular "Raiders' March", John Williams obteve uma nomeação ao Oscar.

O compositor John Williams foi quem se encarregou de criar a trilha sonora do filme, cujo conteúdo apresentava, pela primeira vez, a conhecida The Raiders March (Marcha dos caçadores em português), que tem simbolizado Indiana Jones no âmbito popular. Originalmente, Williams havia escrito duas versões diferentes para o tema central de Raiders of the Lost Ark. De modo que Spielberg gostou de ambas, tendo que colocá-los em conjunto para criar a versão final. As composições foram gravadas em fevereiro de 1981, interpretadas pela Orquestra Sinfônica de Londres e distribuídas pela Columbia Records. Em princípio, estava composta de onze temas, embora em 1995 foi relançada com trinta minutos adicionais de contéudo inédito, o que originou a introdução de onze novos temas e a extensão de algumas faixas originais. O relançamento seria seguido por uma nova gravação de todas as faixas, na coleção "The Indiana Jones Trilogy", em 21 de janeiro de 2003. Contudo, esta não é a considerada oficial.
O tema alternadamente estranho e apocalíptico para a Arca da Aliança, também é ouvido com frequência na trilha sonora, com uma melodia mais romântica representando Marion e, mais amplamente, seu relacionamento com Jones. A trilha sonora foi indicada ao Oscar de melhor trilha sonora original, mas perdeu para Chariots of Fire de Vangelis.

## Lançamento

### Divulgação
Durante a estreia do filme, inúmeros tie-in foram lançados. Em 1981, a Kenner começou a vender sua linha de bonecos de escala de Indiana e em 1982 incluiu uma série de nove figuras de ação baseadas nos personagens do filme, junto com três colecionáveis, um tabuleiro e alguns outros brinquedos relacionados. Em 1984, apareceram versões metalizadas dos protagonistas junto com um RPG, enquanto que em 1995 a MicroMachines estreou uma linha de veículos inspirada diretamente nos meios de transporte do filme. Em 2008 pelo motivo da estreia do filme Indiana Jones and the Kingdom of the Crystal Skull, a Hasbro se encarregou da produção das figuras de ação da quadrilogia.
O único videogame baseado completamente no filme foi lançado no mercado com o título de Raiders of the Lost Ark em 1982 e foi distribuído pela Atari para o sistema Atari 2600. Em 1994, começaram a comercializar Indiana Jones' Greatest Adventures, desenvolvido pela LucasArts para o console Super Nintendo. Este videogame contêm cenas de jogo baseados em algumas cenas de Raiders of the Lost Ark. No jogo de 1999, Indiana Jones and the Infernal Machine, um nível bônus traz Jones de volta ao templo peruano da cena de abertura no filme. Em 2008, para coincidir com o lançamento do Reino da Caveira de Cristal, Lego lançou a linha chamada Lego Indiana Jones, que incluiu conjuntos de construção com base em Raiders, e a LucasArts publicou um vídeo game baseado na linha de brinquedos, Lego Indiana Jones: The Original Adventures, que foi desenvolvido por Traveller's Tales.
A Marvel Comics publicou uma quadrinização do filme, escrita por Walt Simonson e com arte de John Buscema e Klaus Janson. Foi publicado como Marvel Super Especial #18 e como uma minissérie de três edições.[carece de fontes?] Isto foi seguido com a revista em quadrinhos The Further Adventures of Indiana Jones, que foi publicada mensalmente a partir de janeiro 1983 a março de 1986. A Dark Horse Comics, também lançou quadrinhos baseado nos jogos, filmes e série de televisão a partir dos anos 90, até perder a licença após a compra da Lucasfilm pela Disney em 2012.

### Home video
O filme foi lançado para o formato de vídeo VHS com os métodos Pan e scan e Laserdisc. Em 1999 foi relançado depois de uma remasterização em THX, em que se inclui uma edição em widescreen, sob o novo título Indiana Jones and the Raiders of the Lost Ark (com o fim de se relacionar com a prequela e sua continuação; o quarto filme ainda não tinha começado a produção nesse momento).  Em 2003 o filme foi lançado no mercado em formato DVD, em um pacote que incluiu a trilogia original e que preservou por sua vez o novo nome em relação ao usado durante a projeção original nas salas de cinema. Como detalhe trivial, a cena em que se apreciava o reflexo do cristal, que separa Indy de uma cobra no "Poço das Almas", foi eliminada digitalmente.
Em 2008, devido a estreia do quarto filme, se relançou uma comercialização da trilogia que a havia procedido. Também, em outubro de 2008, se comercializou um pack em DVD com o título Trilogy Complete. Ele continha a trilogia original, mas junto com o quarto filme. Em 2012, depois do lançamento da saga de Star Wars em Blu-ray no ano anterior, George Lucas decidiu lançar a saga de Indiana Jones em Blu-ray em torno ao mesmo tempo que Star Wars (em setembro). O lançamento aconteceu em 18 de setembro de 2012 nos Estados Unidos com o título "Indiana Jones: The Complete Adventures" um pacote de 5 discos que inclui os 4 filmes e um disco de 7 horas de material adicional. Raiders of the Lost Ark teve uma restauração completa que faz seu olhar como um filme acabado de fazer, enquanto que Indiana Jones and the Temple of Doom junto com Indiana Jones and the Last Crusade foram somente remasterizadas digitalmente, Indiana Jones and the Kingdom of the Crystal Skull, por sua parte, só foi melhorada em pontos menores, já que somente havia 4 anos que tinha sido lançado no cinema.

## Recepção

### Bilheteria
Raiders of the Lost Ark estreou em 12 de junho de 1981, iniciando sua bilheteria com $8,305,823 durante seu primeiro fim de semana de projeção nos Estados Unidos. Obteve um total de $384,140,454 a nível mundial ($242,374,454 nos Estados Unidos e $141,766,000 de bilheteria internacional), convertendo-se no filme com maiores ganhos desse ano. A partir de então, é considerado como um dos vinte filmes com maiores bilheterias de todos os tempos (cifras ajustadas pela inflação). Além disso, é catalogado como o quinto filme de aventura com melhores resultados em bilheteria, como um dos cinco filmes de maior sucesso no gênero busca de tesouros (do termo em inglês, Treasure Hunt).
Quanto a sua arrecadação internacional, Raiders of the Lost Ark obteve €5,220,398 na Espanha (com data de estreia em 5 de outubro de 1981), e ganhando €6,397,117 na França e €1,201,930 na Suécia.
Contou com dois relançamentos nos Estados Unidos; o primeiro foi lançado em 16 de julho de 1982, obtendo ganhos totais de $21,437,879 (durante sua apresentação em 1,330 salas de cinema), enquanto que o último foi em 25 de março de 1983, com arrecadações de $11,374,454 USD (sendo projetado em 628 salas). O Box Office Mojo estima que o lonfa vendeu mais de 70 milhões de bilhetes nos Estados Unidos no ano de seu lançamento.

### Recepção da crítica
O filme recebeu principalmente críticas positivas por parte da imprensa especializada. O site agregador de críticas, Rotten Tomatoes, relata 94% de aprovação baseado em 71 críticas, o consenso do site é: "Apresentando bravos conjuntos de peças, humor inteligente e ação white-knuckle, Raiders of the Lost Ark é uma das aventuras e entretenimento mais completo de todos os tempos". Vincent Canby, de The New York Times, declarou Raiders of the Lost Ark como "um dos filmes de aventuras estadunidenses mais disparatadamente divertidos, espirituosos e elegantes de todos os tempos", enquanto que para o crítico Roger Ebert, de Chicago Sun-Times, "são duas coisas que fazem Raiders of the Lost Ark em algo mais que somente um triunfo tecnológico: seu sentido de humor e o estilo único de seus personagens [...] Nos fazem rir de surpresa, alívio ou incredulidade na técnica que nos apresenta ao desenvolver um incidente após o outro por meio de uma série interminável de invenções".
Por sua vez, a revista Rolling Stone disse que se tratava de "uma ação de sessão vespertina de sábado–um filme tão divertido e interessante que pode ser desfrutado em qualquer dia da semana". De maneira similar a suas opiniões positivas, Bruce Williamson, da revista Playboy, considerou que "Há mais emoção nos primeiros dez minutos de Raiders que em qualquer outro filme que tenha visto em todo o ano. Para quando os eventos infelizes terminem, qualquer fanático vai esquecer sua ansiedade de cansaço". Em 2008 a revista Empire o colocou em segundo lugar na sua lista de 500 Melhores Filmes de Todos os Tempos, ficando em segundo lugar, atrás apenas de The Godfather. Depois de marcar uma observação, a fim de vê-la novamente após a estreia de suas possíveis continuações, a revista Variety ressaltou a violência "sangrenta" de algumas de suas cenas como algo considerável para sua classificação definitiva em suas projeções internacionais.
De acordo com o site ecriticas.com, Los cazadores del arca perdida (título na América espanhola) é "uma das maiores grandes aventuras de todos os tempos", e embora para alohacriticon.com "o filme tem um ritmo trepidante (pois) está projetada para chocar o espectador, criando situações de ação", finalmente conclui que "em vez de exibir tanto artifício nessa ação e tivessem concedido mais valor para o desenvolvimento de seus personagens o produto seria muito melhor". Tal como ecriticas.com, o site diariodeavisos.com determinou que "todos os elementos de filmes de aventura se reúnem em torno da figura do já lendário arqueólogo neste filme." O crítico brasileiro Rodrigo Cunha deu uma nota de oito estrelas em 10, chamando de uma das "maiores aventuras de todos os tempos" e disse: "Só que o filme não é perfeito. Apesar de extremamente divertido e com alguns exageros aceitáveis, fica difícil engolir algumas soluções do roteiro para resolver certos problemas criados durante as ações, como, por exemplo, o fato de que Indy saltar do navio e passar, sabe-se lá quanto tempo, grudado a um submarino; ou então o final, sombrio demais para a proposta adotada durante toda a duração do filme. Ainda que tenha defeitos, o roteiro é simples e inteligente o suficiente para inserir detalhes pequenos à trama, como por exemplo a parte em que os nazistas têm uma cópia do medalhão, que foi tirada da mão queimada do personagem de Ronald Lacey."
No México, o crítico Eduardo Marín destaca que "um de seus principais méritos (reside) em seu senso de humor inteligente e gerenciamento permanente da paródia como elemento argumental", e a revista Criterio deduz que "Indiana Jones é o herói da ingênua modernidade vista e pós-modernidade, graças a isso, se salva com elegância e altruísmo do cinismo atual do cinema de entretenimento". De maneira similar, na Espanha José A. Peig elogia En busca del arca perdida (título regional de Raiders), manifestando que "(esta) é a expressão mais contundente que jamais havia tido no cinema em seu âmbito mais rentável: o espetáculo desprovido de qualquer outra intenção além de divertir o espectador com uma sucessão de passagens filmadas de tal forma que emocionam e causam assombro", chamando de "excelente" em seu portal especializado. O site monfleet.com mencionou que "o cinema nunca seria o mesmo depois de Indiana Jones", considerando que o filme "(lhe) segue parecendo uma obra-prima duradoura de cinema de todos os tempos".
A crítica da Revista Mexicana de Comunicación se refere a várias cenas que poderiam relacionar-se com estereótipos hispânicos de inclinação negativa, ao notar que "em Raiders of the Lost Ark, Indiana Jones é ameaçado por todo tipo de delinquentes; abandonado (um carregador indiano deixa a expedição gritando histericamente), traído (um dos guias nativos que permanecerão é baleado nas costas, o outro deixa você pensar que está morto em uma passagem subterrânea) e ameaçado (uma tribo de índios latino americanos o persegue e tenta matá-lo)". Em conclusão, discute o tema do filme em um sentido geral de "preconceito, discriminação e marginalização".

### Prêmios e nomeações
Depois de sua estreia, foi nomeado a nove prêmios do Oscar, dos quais ganhou quatro, além de um reconhecimento especial a Ben Burtt e Richard L. Anderson pela edição de som. Alguns outros de seus prêmios —24 no total— foram um Grammy, um BAFTA e cinco Saturn. No processo, Spielberg esteve nomeado ao Globo de Ouro de melhor direção.
A seguir, se mostram algumas das nomeações e prêmios mais destacados que receberam o elenco e equipe de produção do filme.

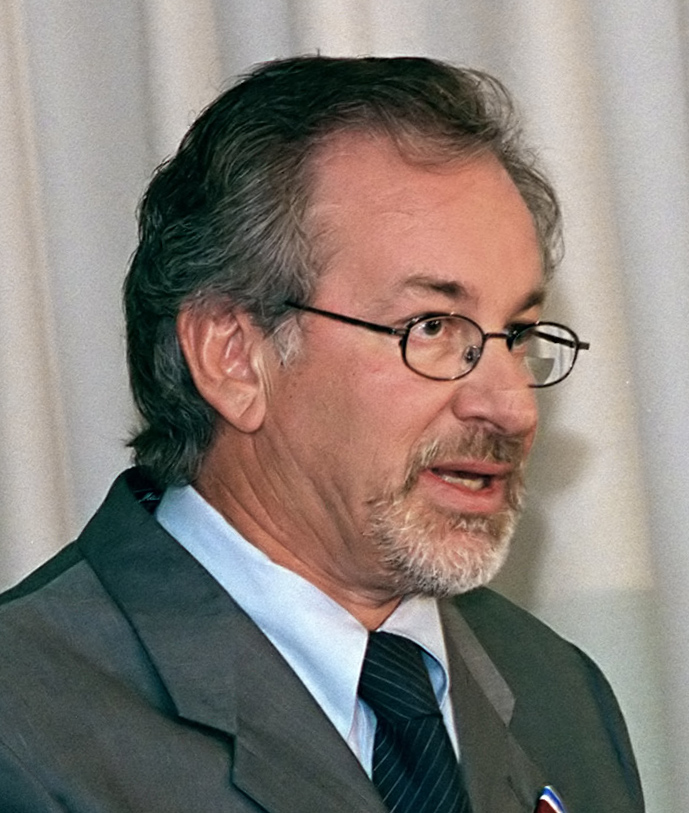
Steven Spielberg foi nomeado ao Globo de Ouro de melhor direção, mas perdeu a candidatura para Warren Beatty.

| Prêmio                         | Categoria                                 | Recebeu                                              | Resultado |
| ------------------------------ | ----------------------------------------- | ---------------------------------------------------- | --------- |
| Oscar                          | Melhor filme                              | Frank Marshall                                       | Nomeado   |
| Oscar                          | Melhor diretor                            | Steven Spielberg                                     | Nomeado   |
| Oscar                          | Melhor canção original                    | John Williams                                        | Nomeado   |
| Oscar                          | Melhor edição de som                      | Michael Kahn                                         | Ganhador  |
| Oscar                          | Melhor som                                | Bill Varney Steve Maslow Gregg Landaker Roy Charman  | Ganhador  |
| Oscar                          | Melhor direção de arte                    | Norman Reynolds Leslie Dilley Michael Ford           | Ganhador  |
| Oscar                          | Melhor fotografia                         | Douglas Slocombe                                     | Nomeado   |
| Oscar                          | Melhores efeitos visuais                  | Richard Edlund Kit West Bruce Nicholson Joe Johnston | Ganhador  |
| Oscar                          | Reconhecimento especial                   | Ben Burtt Richard L. Anderson                        | Ganhador  |
| Saturn Awards                  | Melhor ator                               | Harrison Ford                                        | Ganhador  |
| Saturn Awards                  | Melhor atriz                              | Karen Allen                                          | Ganhador  |
| Saturn Awards                  | Melhor diretor                            | Steven Spielberg                                     | Ganhador  |
| Saturn Awards                  | Melhor filme de fantasia                  | Raiders of the Lost Ark                              | Ganhador  |
| Saturn Awards                  | Melhor música                             | John Williams                                        | Ganhador  |
| BAFTA                          | Melhor desenho de produção                | Norman Reynolds                                      | Ganhador  |
| BAFTA                          | Melhor filme                              | Raiders of the Lost Ark                              | Nomeado   |
| Boston Society of Film Critics | Melhor diretor                            | Steven Spielberg                                     | Ganhador  |
| Prêmio César                   | Mejor película extranjera                 | Steven Spielberg                                     | Nomeado   |
| Prémio Hugo                    | Melhor apresentação dramática             | Raiders of the Lost Ark                              | Ganhador  |
| Globos de Ouro                 | Melhor diretor                            | Steven Spielberg                                     | Nomeado   |
| Prêmios Grammy                 | Melhor trilha orquestrada de mídia visual | John Williams                                        | Ganhador  |

## Legado
Devido ao êxito conseguido por Raiders, Lucas e os demais produtores do filme concordaram em financiar uma prequela (Indiana Jones and the Temple of Doom) e duas continuações (Indiana Jones and the Last Crusade e Indiana Jones and the Kingdom of the Crystal Skull) para o cinema. Nos anos 1990, foi lançada uma série de televisão (The Young Indiana Jones Chronicles) baseada nas primeiras aventuras de Indiana Jones. Aliadas a ambos existem numerosas linhas de publicações (romances, histórias em quadrinhos assim como alguns jogos eletrônicos).
Em 1998, a entidade American Film Institute incluiu Raiders of the Lost Ark em sua lista de "os melhores 100 filmes durante o primeiro século do cinema", considerando, nesse momento, como um dos dez filmes mais emocionantes da história —Indiana Jones também foi catalogado como o segundo maior herói do cinema americano. Um ano depois, em 1999, a Biblioteca do Congresso dos Estados Unidos o selecionou para preservação pelo National Film Registry, sendo considerado "culturalmente, historicamente ou esteticamente significante".

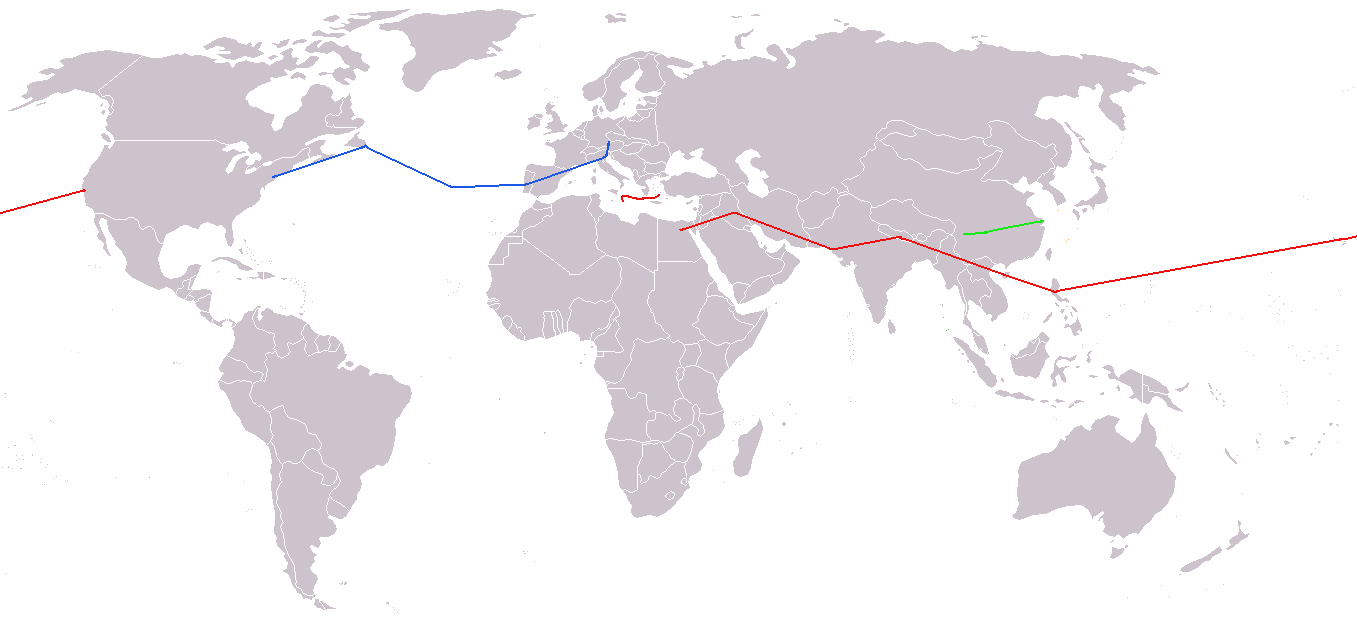
Neste mapa pode se ver nas linhas vermelhas desenhadas as rotas de viagem dos personagens do filme.

Por significar também a primeira aparição de Indy na cultura popular, Entertainment Weekly ressaltou a importância deste filme na série, nomeando o personagem como um dos três heróis de ação favoritos de seu editorial, agregando que "algumas das cenas de ação mais grandiosas do cinema estão juntas como pérolas em Raiders of the Lost Ark. De maneira peculiar, em 1982, três meninos nativos de Ocean Springs, Mississippi —Chris Strompolos, Eric Zala e Jayson Lamb— começaram a filmar sua adaptação caseira do filme, intitulando seu projeto como Raiders of the Lost Ark: The Adaptation. Durante sete anos se prolongou sua produção, finalizando já como jovens —a iniciaram aos 12 anos de idade. No entanto, seu filme foi descoberto em 2003 por Eli Roth, que decidiu mostrar a Spielberg. Impressionado pela qualidade da mesma, este felicitou pessoalmente os meninos por "seu bom trabalho", acrescentado que gostaria de ver seus nomes nos créditos de algum filme comercial. Tempo depois, Scott Rudin e Paramount Pictures adquiriram os direitos sobre a vida do trio de meninos, com o objetivo de produzir um filme baseada em suas aventuras durante a realização de sua adaptação.
Em 2014, o cineasta Steven Soderbergh publicou uma versão em preto-e-branco experimental do filme, com a trilha sonora original e diálogo substituído por uma trilha sonora eletrônica. Soderbergh disse que sua intenção era a de incentivar os espectadores a se concentrar em encenação e edição extraordinária de Spielberg: "Esse cineasta [Spielberg] esqueceu mais sobre encenação desde que fez seu primeiro filme do que eu sei até hoje (por exemplo, não importa o quanto os cortes sejam rápidos, você sempre sabe exatamente onde está — isso é uma m... matemática de alto nível)".
Em 1997, The New York Times voltou a reavaliar Raiders. Sua nova avaliação disse "provavelmente a classificação familiar G, para audiências em geral, estaria em risco depois da aparição de Raiders of the Lost Ark. Seja por acidente ou estratégia, seus realizadores apostaram na criação de um filme de ação dirigido principalmente a adultos, mas também para crianças". Em 2005, os telespectadores do Channel 4, no Reino Unido determinaram que este é um dos vinte melhores filmes para a família de todos os tempos, considerando Spielberg como um dos melhores diretores de todos os tempos.